# Mauser 98
El Mauser 98 o Gewehr 98 (abreviado G98, Gew 98 o M98) es un fusil de cerrojo alemán diseñado por Paul Mauser en 1898. Este fusil utiliza el cartucho 7,92 x 57 desde un depósito interno fijo alimentado mediante peines de cinco cartuchos. Sus avanzadas características fueron rápidamente adoptadas en el fusil anglo-estadounidense M1917 Enfield y los fusiles japoneses Arisaka Tipo 38 y Tipo 99. El Mauser 98 reemplazó al anterior Gewehr 1888 como el fusil estándar del Ejército alemán, siendo empleado por primera vez en combate durante el levantamiento de los bóxers, y fue el principal fusil de la infantería alemana en la Primera Guerra Mundial. El Mauser 98 también fue empleado por el Imperio otomano y la España franquista. Muchos de estos fusiles fueron modificados para cacería o tiro al blanco.[cita requerida]

## Historia

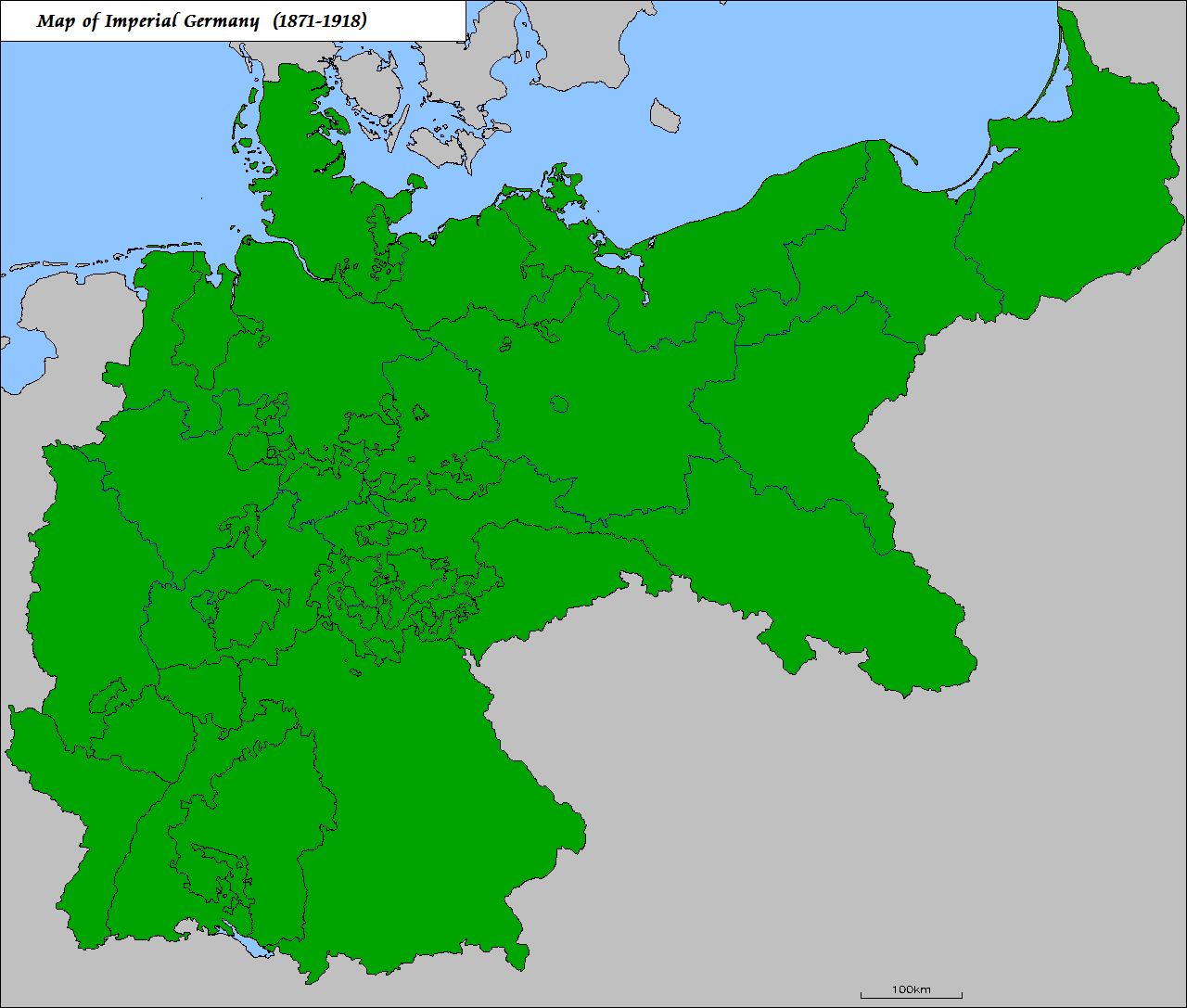
Mapa del Imperio alemán, 1871-1918.

El Mauser 98, llamado así por el año en que fue adoptado por las fuerzas armadas alemanas, reemplazó al anterior Gewehr 1888 como fusil estándar. El diseño del cerrojo empleado en el Mauser 98 fue patentado por Paul Mauser el 9 de septiembre de 1895. Este fue el último de una serie de fusiles Mauser introducidos en la década de 1890.
La Gewehr-Prüfungskommission (G.P.K.) alemana (Comisión de Prueba de fusiles) adoptó el Mauser 98 el 5 de abril de 1898. Su cerrojo era un derivado del fusil experimental Gewehr 96. En 1901, las primeras tropas equipadas con el Mauser 98 fueron la Fuerza Expedicionaria del Asia Oriental, la Marina Imperial y tres cuerpos de élite del Ejército prusiano. El Mauser 98 fue empleado por primera vez en combate durante el levantamiento de los bóxers (1898-1901). En 1904 se firmaron contratos con la Waffenfabrik Mauser para 290.000 fusiles y la Deutsche Waffen und Munitionsfabriken (DWM) para 210.000 fusiles.
En 1905, el cartucho M/88 de 8 mm que había sido introducido en 1888 y montaba una bala de 14,6 g (226 granos) con punta redonda, fue reemplazado por el cartucho 7,92 x 57 Mauser que montaba una bala spitzer de 7,92 mm y 9,9 g (154 granos). La conversión de cartuchos fue indicada por una pequeña "S" estampada sobre el cañón, entre la base del alza y la recámara. Esto se hizo porque el cartucho M/88 de 1888 y el de 1905 con bala spitzer son distintos y no pueden intercambiarse. Ya que el nuevo cartucho tenía una trayectoria más plana, el alza Lange Visier tuvo que ser cambiada por otra del mismo tipo adaptada a éste.

## Detalles de diseño
El Mauser 98 o Gewehr 98 es un fusil de cerrojo alimentado desde un depósito, con una longitud de 1 250 mm y un peso de 4 kg. Tiene un cañón de 740 mm de largo y su depósito interno fijo lleva cinco cartuchos. También tiene dos anillas para la correa portafusil, punto de mira descubierto y un alza tangencial curva, conocida como Lange Visier.
El cerrojo con alimentación controlada del Mauser 98 es su cararcterística más distintiva, siendo considerado uno de los principales diseños de cerrojo.[cita requerida]

### Cerrojo con alimentación controlada

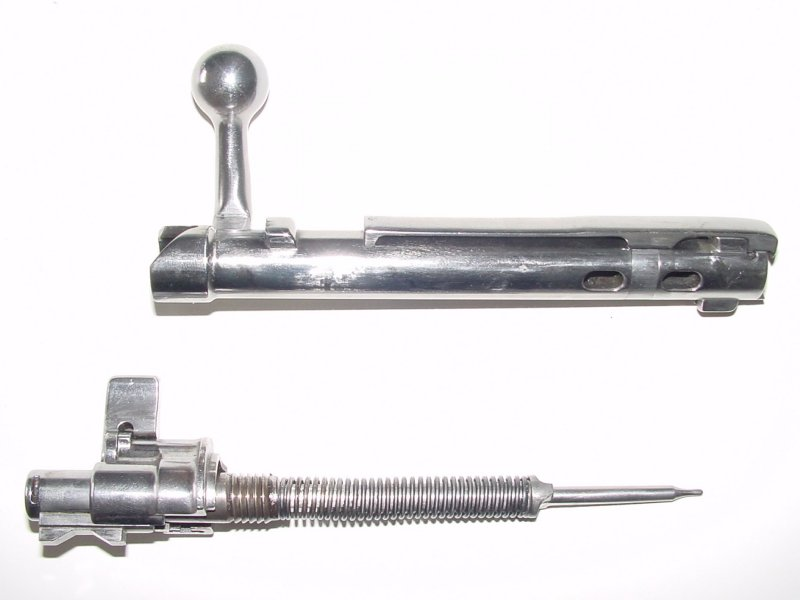
Cerrojo del Mauser 98 parcialmente desmontado, con su cuerpo, percutor y seguro.

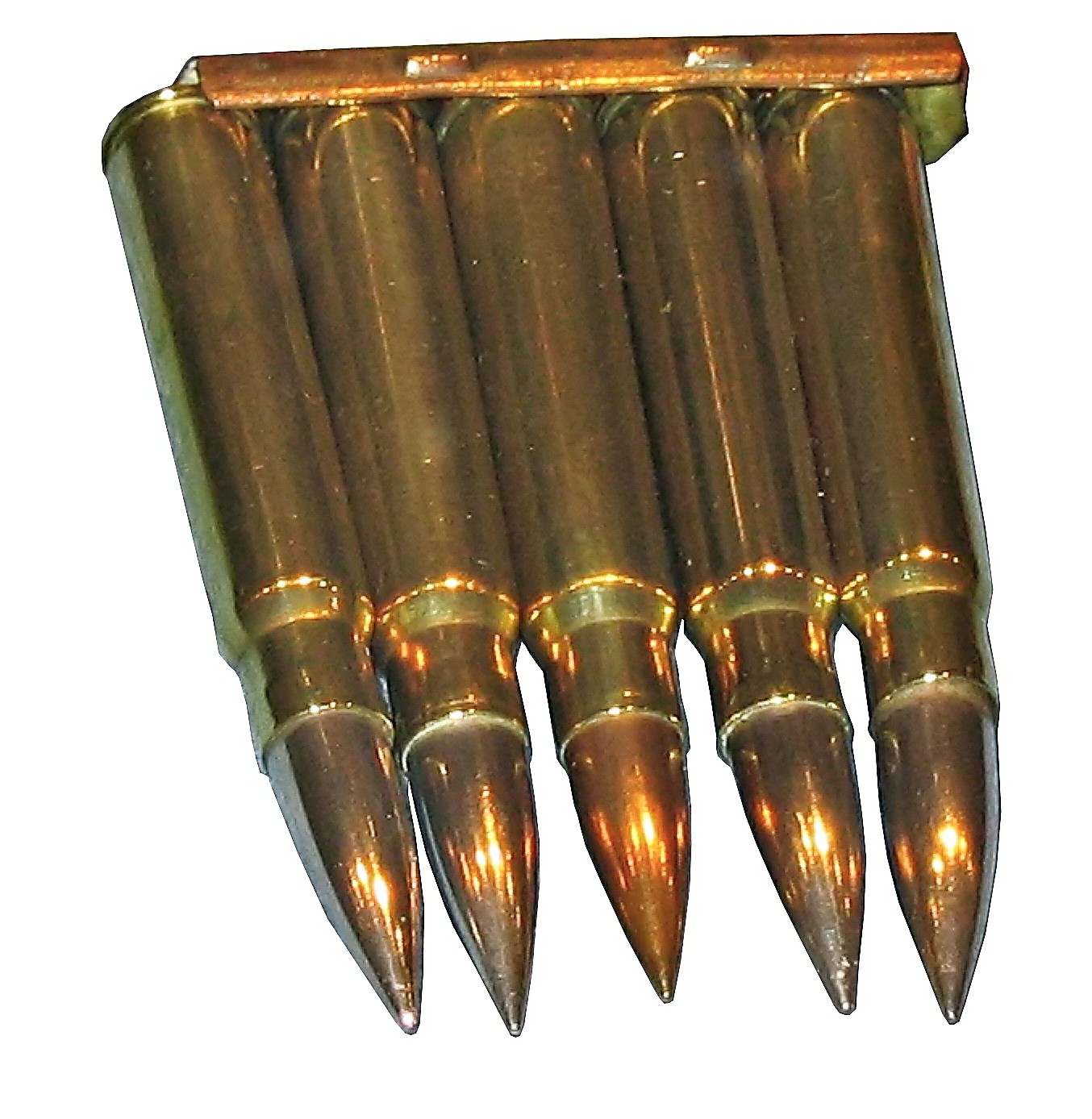
Peine alemán de la Primera Guerra Mundial, con cinco cartuchos 7,92 x 57 Mauser.

El cerrojo con alimentación controlada del Mauser 98 tiene un diseño sencillo, fuerte, seguro y bien planeado que inspiró otros diseños de fusiles militares y de cacería/tiro que estuvieron disponibles durante el siglo XX. Una desventaja del cerrojo del Mauser 98 es que no puede producirse en masa a bajo costo. Otros fusiles de cerrojo (como el Lee-Enfield) ofrecían a los tiradores entrenados una cadencia de disparo más rápida.[cita requerida]

#### Características
El sistema del Mauser 98 se compone de un cajón de mecanismos que sirve como funda del sistema y un cerrojo, cuyo cuerpo tiene tres tetones de acerrojado, dos principales en su cabezal y un tercero de seguridad en su parte trasera que sirve de apoyo en caso de que los tetones de acerrojado principales fallen. Este tercer tetón es una característica distintiva y no estaba presente en los cerrojos de los anteriores fusiles Mauser. Los dos tetones de acerrojado principales están situados uno frente al otro y tienen una superficie de 56 mm², mientras que el tercer tetón no toma parte en el acerrojado para evitar fuerzas de empuje asimétricas y desequilibradas. También se agrandó el diámetro del cajón de mecanismos en comparación con los modelos anteriores para más resistencia y seguridad. La manija del cerrojo está unida a este, en el del Mauser 98, siendo recta y protuberante.
Otra característica distintiva del sistema del Mauser 98 es el mecanismo de alimentación controlada, que consiste en una gran uña extractora no rotativa, que agarra la pestaña del cartucho tan pronto como este sale del depósito y lo sostiene con fuerza hasta que el casquillo vacío es expulsado por el eyector, que está montado dentro del cajón de mecanismos. Combinado con una ligera retracción del cerrojo en la última etapa de su ciclo de apertura, producida por los resaltes de la superficie del puente posterior del cajón de mecanismos, da como resultado una positiva extracción del casquillo. El cerrojo del Mauser 98 funcionará correctamente sin importar si el fusil se mueve o está posicionado durante el accionamiento del cerrojo, o si el cartucho fue disparado o no. Solamente si el cerrojo no es jalado hacia atrás lo suficiente con un solo movimiento en un fusil de cerrojo con alimentación controlada, el casquillo no se eyectará bien y se puede producir un bloqueo. Un cartucho insertado manualmente en la recámara, en lugar de ir desde el depósito, no será agarrado por la uña extractora.
El cerrojo alberga el mecanismo del percutor, que se amartilla cuando el cerrojo es abierto y la pieza de amartillado sobresale de la parte posterior del cerrojo de forma visible y táctil, indicando que el arma esta lista para disparar. Este seguro de la funda del cerrojo no estaba presente en los anteriores modelos de fusiles Mauser y redujo el recorrido del percutor, así como el tiempo de acerrojado.
La funda del cerrojo tiene dos grandes agujeros de escape de gas y un escudo de gas, diseñados para proteger al tirador en caso de una rotura del fulminante o el casquillo, o de una detonación. Cuando el sistema sufre una falla catastrófica, estas características de seguridad desvían los gases que escapan y eventuales residuos lejos del rostro del tirador.
El cerrojo del Mauser 98 puede ser retirado fácilmente del cajón de mecanismos, con solo jalar el tope de cerrojo, situado en el lado izquierdo del cajón de mecanismos, para luego girar y jalar hacia afuera al cerrojo. El disco de metal incrustado en la culata sirve como una herramienta para desensamblar el cerrojo.
Las piezas metálicas del fusil están pavonadas, un proceso en el cual el acero es parcialmente protegido contra la corrosión por una capa de magnetita (Fe3O4). Una capa de óxido negro tan delgada ofrece una protección mínima contra la corrosión, a menos que sea tratada con un aceite que desplace al agua para reducir la humedad y la corrosión galvánica.

#### Seguro
Un seguro con tres posiciones unido a la parte posterior del cerrojo, cuya palanca puede ser girada desde la derecha (seguro puesto, cerrojo bloqueado), al centro (seguro puesto, se puede abrir el cerrojo para recargar) y a la izquierda (arma lista para disparar), pero solamente cuando el fusil está amartillado, de lo contrario el seguro no se moverá. El seguro bloquea al percutor. Solamente puede soltarse al disparar el fusil con la palanca del seguro en posición de disparo, o cerrando el cerrojo amartillado al mismo tiempo que se mantiene apretado el gatillo. Solamente es posible desactivar el seguro al cerrar el cerrojo con este en posición de disparo. La palanca del seguro es bastante grande, siendo sencilla de operar pero causando problemas al montar miras telescópicas a baja altura sobre el cajón de mecanismos y conservar su funcionalidad.

#### Depósito
El depósito interno fijo del Mauser 98 es una caja integrada al cajón de mecanismos, cuyas dimensiones corresponden con el cartucho para el cual está calibrado el fusil, con una base desmontable y que contiene hasta cinco cartuchos. Los depósitos de los Mauser 98 militares alemanes tienen una longitud interna de 84 mm para almacenar cartuchos 7,92 x 57 Mauser con una longitud promedio de 82 mm y así evitar problemas de dimensiones. Los cartuchos son almacenados dentro del depósito en una columna en zig-zag, inclinados a 30°, por lo que vistos desde atrás, los tres cartuchos que se apoyan uno en otro forman las puntas de un triángulo equilátero. El depósito puede cargarse con cartuchos individuales, presionándolos contra la teja elevadora, o mediante peines. Cada peine tiene cinco cartuchos y para llenar el depósito es insertado en guías talladas en el puente posterior del cajón de mecanismos. Después de cargar, el peine vacío es eyectado cuando se cierra el cerrojo. El depósito puede descargarse accionado el cerrojo (por razones de seguridad, el seguro debe estar en la posición central) o en caso de fallos mecánicos abriendo la base del depósito, que está alineada con el guardamanos, con ayuda de la punta de una bala.

#### Descendientes civiles modernos del cerrojo del Mauser 98
Aunque la producción del sistema del Mauser 98 para el Ejército alemán cesó en 1945 al terminar la Segunda Guerra Mundial, la producción del Mauser M 98 y fusiles Magnum del mismo modelo para usuarios civiles fue reiniciada en 1999 por la Mauser Jagdwaffen GmbH, según los planos originales de 1936 y las respectivas patentes Mauser. Estos fusiles se venden por aproximadamente 6.800 euros (2009) para la versión básica del Mauser M 98, pero el añadido de opciones (de lujo) puede hacerlos mucho más costosos.[cita requerida] Varios fabricantes de armas y manufactureros de armas a pedido también producen nuevos clones del sistema del Mauser 98 o fusiles de cerrojo para cacería/tiro inspirados en éste.[cita requerida] Muchos derivados del Mauser 98 tienen modificaciones técnicas para simplificar su producción.[cita requerida]

### Gatillo
El fusil tiene un gatillo de dos etapas, con un considerable recorrido antes que éste accione el retén del percutor. Esta característica ayuda a prevenir disparos prematuros en condiciones de combate.[cita requerida]

### Mecanismos de puntería
Originalmente, el Mauser 98 tenía un punto de mira descubierto y un alza tangencial en rampa con una abertura en "V", conocida como Lange Visier. El alza estaba graduada para los cartuchos M/88 de 1888, de 300 hasta 2.000 m en incrementos de 100 m. El cartucho M/88 montaba una bala encamisada con punta redonda.
Los mecanismos de puntería estándar estaban compuestos por elementos relativamente toscos, siendo aptos para manipularse con brusquedad y emplearse en condiciones de baja luminosidad, pero menos idóneos para apuntar a blancos pequeños. Los mecanismos de puntería fueron diseñados para atacar blancos lejanos y esparcidos, como unidades de caballería a la carga, por lo que podían ajustarse para alcances muy largos. La doctrina militar a finales del siglo XIX e inicios del siglo XX consideraba disparar a blancos lejanos y esparcidos, normalmente con un oficial indicando la distancia y los soldados disparando en grupo.
Más tarde los mecanismos de puntería del Mauser 98 fueron modificados para el cartucho 7,92 x 57 Mauser de 1905. La bala spitzer de 7,92 mm era más ligera, puntiaguda y tenía un coeficiente balístico mejorado. El nuevo cartucho tenía una trayectoria más plana y por lo tanto era más sencillo de estimar el alcance. Con la introducción del 7,92 x 57 Mauser, se cambió la graduación del alza y esta podía ajustarse desde 400 m hasta 2.000 m en incrementos de 100 m.
Mientras que los mecanismos de puntería modificados para el cartucho 7,92 x 57 Mauser tienen una distancia mínima de 400 m y el disparo puede impactar más arriba cuando se apunta con ellos a corta distancia, los pilares formados por los rieles del alza permiten posicionar rápidamente a los blancos cercanos, un método de puntería que compensa el alto punto de impacto al usar normalmente los mecanismos de puntería.

### Culata
La culata del Mauser 98 tiene una empuñadura tipo semipistola. Una cubierta protectora del cañón era estándar en todos los fusiles y se extendía desde la base del alza hasta la abrazadera inferior. Un perno de acero iba montado transversalmente para distribuir las fuerzas y los efectos del retroceso en la culata y el guardamanos, reduciendo las probabilidades de rajaduras. La culata tenía una armella de desmontaje rápido en la parte inferior de la culata, otra armella situada debajo de la abrazadera inferior y un gancho de parada montado debajo de la abrazadera superior en "H". Las culatas producidas antes de la Primera Guerra Mundial estaban hechas con madera de nogal, puesta a secar por 3 años en promedio para estabilizarla. Desde 1917, la escasez de madera de nogal impulsó el empleo de madera de haya. Las culatas de los fusiles producidos a fines de la Primera Guerra Mundial eran menos durables y más pesadas que las culatas originales de nogal.[cita requerida]

### Accesorios
El fusil era suministrado con una correa portafusil de cuero. Debido a una escasez de cuero durante la Primera Guerra Mundial, se produjeron correas portafusil de lona.[cita requerida]
Podía disparar granadas de fusil. Durante la Primera Guerra Mundial se diseñaron diversos modelos de bocachas lanzagranadas acoplables.

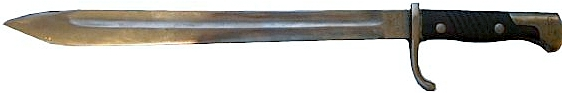
Bayoneta alemana Seitengewehr 98/05, empleada durante la Primera Guerra Mundial.

El Mauser 98 estaba diseñado para usarse con una bayoneta. Para esto el fusil tiene una abrazadera superior en "H" con un riel para bayoneta de 4, cm de largo. La larga superficie de apoyo del Mauser 98 eliminó la necesidad de un aro en la boca del cañón. La ventaja de esta solución radicaba en el hecho que los aros de boca pueden interferir con la oscilación del cañón y alterar significativamente la precisión del fusil. El fusil era originalmente suministrado con la bayoneta Seitengewehr 98. Esta bayoneta tipo espada tenía una hoja de 500 mm de largo. Para finales de 1905, empezó a ser reemplazada por la más robusta y práctica Seitengewehr 98/05, con una hoja de 370 mm de largo. Fue llamada "cuchillo de carnicero" por los Aliados debido a su forma característica, siendo inicialmente destinada para artilleros e ingenieros tanto como herramienta y como arma. Hacia el final de la Primera Guerra Mundial se introdujo la Seitengewehr 84/98, con una hoja de 250 mm de largo, como una medida para ahorrar materiales y porque los modelos más largos no eran adecuados para la lucha en trincheras estrechas; este modelo fue la bayoneta estándar durante la República de Weimar y el Tercer Reich. Las versiones con lomo aserrado de los modelos mencionados fueron ideadas para emplearse como sierras por los Pioniere (ingenieros militares de combate) alemanes.

## Variantes

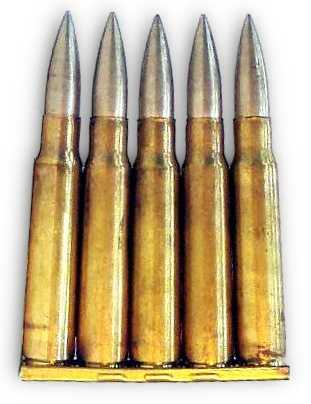
Peine de Mauser con cartuchos de 8 mm, producción militar turca de 1941.

### Modelos de francotirador
En la primavera de 1915 se decidió equipar 15.000 fusiles Mauser 98, seleccionados por ser excepcionalmente precisos durante pruebas de fábrica, con miras telescópicas para ser empleados por francotiradores, aunque el Mauser 98 no fue diseñado para emplearse con miras telescópicas. Para montar una mira telescópica sobre el fusil, la manija del cerrojo (que en su diseño original era recta) debía ser doblada hacia abajo. Se tuvo que hacer un entalle en el guardamanos para acomodar la manija doblada del cerrojo modificado. Las miras telescópicas eran modelos de 2,5x y 3x aumentos fabricadas por empresas tales como Goerz, Gérard, Oige, Zeiss, Hensoldt, Voigtländer y diversos modelos civiles de empresas tales como Bock, Busch y Füss. Se emplearon varios montajes diferentes, producidos por varios fabricantes. Incluso con un cerrojo de manija doblada (a menos que sea de perfil bajo, como en los modernos fusiles de cacería), las miras telescópicas montadas a baja altura sobre el cajón de mecanismos no dejan espacio suficiente entre el fusil y el cuerpo de la mira telescópica para accionar el cerrojo y la palanca de 3 posiciones del seguro. Este problema de ergonomía fue resuelto al montar la mira telescópica a una altura relativamente grande sobre el cajón de mecanismos. Para el final de la guerra, 18.421 fusiles Mauser 98 habían sido modificados y equipados con miras telescópicas, siendo suministrados a los francotiradores alemanes durante la Primera Guerra Mundial.

### Karabiner 98a
El Karabiner 98a (K98a), que no debe confundirse con el posterior Karabiner 98k, era una versión acortada del Mauser 98 originalmente fabricada para la Caballería y unidades de apoyo. El Karabiner 98 original, con un cañón más corto que el Mauser 98, fue producido desde 1899 hasta 1908, pero no fue exitoso. En 1908 se aprobó el Karabiner Model 1898AZ. Sus nuevas características eran un recámara de menor diámetro externo, un cañón con contorno liso en lugar de graduado, un gancho en L unido al guardamanos cerca de la boca del cañón, un cerrojo con manija doblada hacia abajo y un entalle en el guardamanos del mismo tipo que el de los fusiles de francotirador. La "A" significaba "con bayoneta", la "Z" significaba pirámide de fusiles, o sea una carabina Modelo 1898 con riel para bayoneta y gancho en L para apilado. En 1923 se reemplazó la AZ por una "a", ya que Alemania buscaba diferenciar este modelo de los nuevos modelos "b" y "k".
Durante la Primera Guerra Mundial, el Karabiner 98a fue suministrado a la Caballería, tropas de montaña y más tarde a las Stosstruppen (unidades de asalto). Era apreciado porque era más ligero y corto que el Mauser 98, siendo más idóneo para emplearse en los asaltos a las trincheras.[cita requerida]

### Karabiner 98b
El Karabiner 98b técnicamente no era otra variante de "carabina", sino un fusil designado como carabina para cumplir las cláusulas del Tratado de Versalles, que solamente le permitían a Alemania producir carabinas. El Karabiner Model 1898b fue introducido en 1923. El 98b tenía un alza tangencial, al contrario del alza en rampa "Lange" original, una abrazadera inferior más ancha con una barra para unir la correa portafusil, un punto de unión para la correa portafusil en el costado de la culata y un cerrojo con manija doblada. Solamente era una forma modificada del Mauser 98, de la cual se derivó el Karabiner 98k.

## Historial de combate

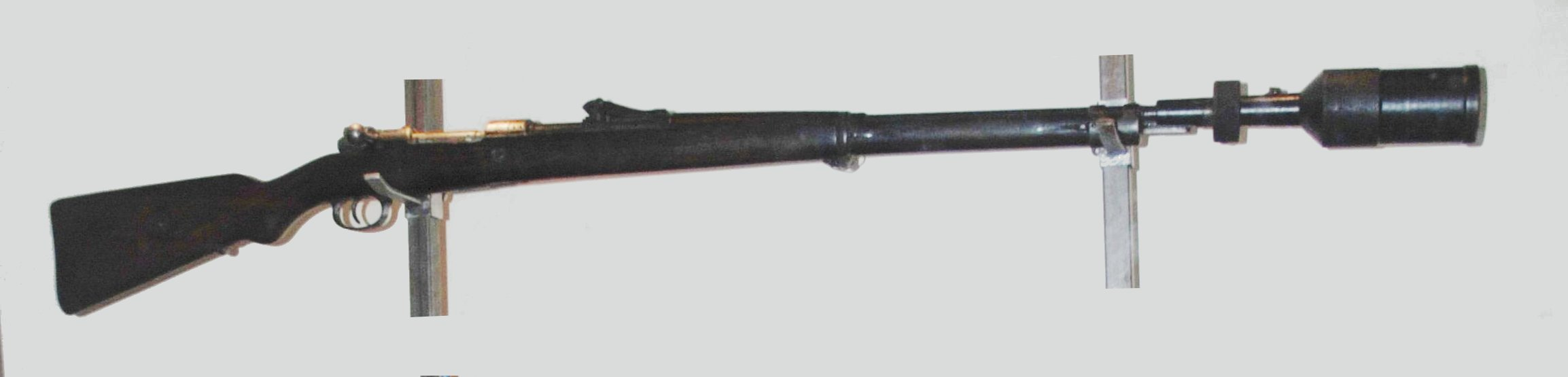
Mauser M1898.

El Mauser 98 fue empleado principalmente en la Primera Guerra Mundial, así como en diversos conflictos coloniales en los años precedentes. Al igual que los fusiles de cerrojo contemporáneos, era un fusil preciso y potente con un largo alcance que era inadecuado para el combate cuerpo a cuerpo de la guerra de trincheras. Su considerable longitud y la distancia mínima de 400 m de su alza (muy por encima del alcance usual de los combates en trincheras) eran grandes desventajas.
Su sucesor, el Mauser Kar 98k, pasaría a ser el fusil estándar de la infantería alemana durante la Segunda Guerra Mundial. Algunos Mauser 98 fueron empleados en la Segunda Guerra Mundial, aunque la mayoría de estos viejos fusiles fueron transformados al estándar del K98b o 98k.

## El Mauser 98 después de la Primera Guerra Mundial

### Tiro y cacería

#### M 98
El Mauser M 98 fue una versión civil del M98 adaptada para cacería y tiro al blanco. Con una apariencia vagamente similar al fusil militar, el M 98 era ofertado para diversos cartuchos de cacería, no como el fusil original. Los fusiles de la serie Mauser M 98 tenían varias características y opciones de serie, que también son típicas de los fusiles militares "civilizados", abarcando diversas modificaciones técnicas e incluyendo culatas de madera noble, incrustaciones de metales preciosos, grabados y diferentes acabados para las piezas metálicas. Algunas de las opciones disponibles fueron originalmente desarrolladas e introducias por la John Rigby & Co. en los fusiles de cacería Rigby Mauser.[cita requerida]

#### M 98 magnum
La John Rigby & Co. encargó a Mauser el desarrollo del cerrojo M 98 magnum a inicios del siglo XX. Fue diseñado para emplear los cartuchos de gran calibre usualmente utilizados para caza mayor. Para este tipo de cacería especializada, donde es muy importante la fiabilidad absoluta del fusil bajo condiciones adversas, el sistema de alimentación controlada del M 98 continúa siendo el estándar según el cual otros tipos de cerrojos son calificados. Esta misma empresa introdujo en 1911 el cartucho .416 Rigby, que debido a sus dimensiones solamente puede emplearse en fusiles con cerrojo M 98 magnum.

#### Fusiles recalibrados
Después de la Primera Guerra Mundial, el Tratado de Versalles restringió el poderío militar de Alemania. A los civiles no se les permitía emplear municiones o armamento militar estándar. Ya que el cartucho 7,92 x 57 Mauser era tan potente y popular para cacería, la gente no quería dejar de usarlo y se le hizo un rediseño para el mercado civil, dando origen al 8 x 60 S, que tenía un casquillo más largo. El 8 x 60 S conservó la longitud promedio de 84,4 mm para que pueda introducirse en el depósito de un Mauser 98 militar estándar sin modificación alguna.
El también raro cartucho 8 x 64 S ofrece una opción de recalibrado comparable para los fusiles Mauser 98 y Karabiner 98k. Debido a su casquillo de gran capacidad, el 8 x 64 S tiene un mejor desempeño balístico que el 8 x 60 S. Algunos fusiles fueron modificados a partir del Mauser 98 y después recalibrados para emplear el cartucho 9 x 57 Mauser.
Ya que el propósito de estos fusiles era la cacería y el tiro deportivo, la manija del cerrojo fue doblada hacia abajo y gradualmente se convirtió en estándar hasta reemplazar al viejo diseño recto (aunque no siempre fue así). El alza militar estándar fue reemplazada por una pivotante graduada para 100 y 200 m. Los guardamanos militares fueron reemplazados con guardamanos nuevos, que no incluían la longitud adicional necesaria para el riel de la bayoneta.
Hoty en día estos fusiles deportivos son extremadamente escasos y los cartuchos 8 x 60 S, 8 x 64 S y 9 x 57 Mauser son casi obsoletos, por lo que pocos fabricantes de munición y pequeñas empresas los siguen produciendo. Cuando se emplea el cartucho correcto en un fusil modificado, un Mauser 98 que emplee estos cartuchos puede ser un fusil de largo alcance para caza mayor potente y poco costoso.[cita requerida]
Además, varios fusiles Mauser 98 capturados como trofeos por las fuerzas Aliadas durante la guerra y llevados a Estados Unidos fueron modificados para emplear el cartucho wildcat 7,92 mm-06, reemplazando al 7,92 x 57 Mauser original con el 7,92 x 63 que utilizaba el casquillo del .30-06 Springfield con una bala de 7,92 mm. Sin un examen cuidadoso, tales modificaciones son indistinguibles de un fusil original y puede ser bastante peligroso emplear el cartucho 7,92 x 57 Mauser, ya que su casquillo se expandirá para encajar en la recámara alargada y posiblemente llegue a romperse en el proceso, produciendo una fuga de gas propulsor a alta presión muy peligrosa. Sin embargo, el cerrojo del Mauser 98 está específicamente diseñado para desviar el gas del tirador en caso de romperse el casquillo.[cita requerida]
La compañía estadounidense Rhineland Arms empezó a producir kits de conversión a .45 ACP para los fusiles Mauser, que empleaban cargadores de la pistola M1911.

#### Conversiones a escopeta
Muchos fusiles Mauser 98 fueron transformados en escopetas, típicamente del 12 y del 16, así como unas cuantas del 20. Al hacer la conversión, usualmente ambos tetones de acerrojado eran eliminados. El depósito era modificado para permitir un solo cartucho en reserva. Muchos expertos recomiendan no disparar con estas armas, especialmente usando modernos cartuchos Magnum.

### En la República de Weimar y la Alemania nazi
La República de Weimar, el estado sucesor del Imperio alemán, implementó un programa destinado a actualizar los lotes restantes de fusiles Mauser 98 para el Reichswehr en los años que siguieron a la Primera Guerra Mundial. A los fusiles que se les permitió entrar en servicio con las primeras fuerzas de seguridad de la República se les estampó la fecha "1920" sobre la recámara. Otras actualizaciones de los Mauser 98 de la República de Weimar incluían con frecuencia el reemplazo del alza "Lange Visier" con una similar a la del Kar 98k, un agujero abierto a través del costado de la culata para instalar un sistema de montaje para correa portafusil parecido al del Kar 98k y a veces, un acortamiento del cañón a la longitud del Kar 98k. A muchos también se les dobló la manija del cerrojo, reemplazando al cerrojo original con manija recta. Los fusiles que recibieron estas modificaciones tiene con frecuencia marcajes de la República de Weimar y la Alemania nazi, así como el marcaje "S/42" estampado detrás de la base del alza. Algunos de estos fusiles fueron empleados en la Segunda Guerra Mundial, pero principalmente en unidades de segunda línea porque el acortado y mejorado Kar 98k era el fusil estándar de la época. A veces se les retiraba el cajón de mecanismos a los Mauser 98 y se utilizaba para fabricar nuevos Kar 98k. Se vio a algunos policías alemanes empleando el Mauser 98 cuando los Aliados entraron a Alemania en los últimos meses de guerra.[cita requerida]
Además, Adolf Hitler inicialmente eligió equipar a sus guardaespaldas del Schutzstaffel con fusiles Mauser 98 modificados. A estos fusiles obtenidos por el SS normalmente les han eliminado total o parcialmente sus marcajes originales, siendo reemplazados por marcajes estilizados del totenkopf.[cita requerida]
El Volkssturm también empleó el Mauser 98, siendo probablemente el mejor fusil de su variopinto arsenal porque empleaba el cartucho estándar 7,92 x 57 Mauser y un soldado que había entrenado con el Kar 98k podía emplear con facilidad el Mauser 98, ya que ambos fusiles empleaban el mismo tipo de cerrojo.[cita requerida]

### Imperio otomano
Grandes cantidades de fusiles Mauser 98 también fueron suministrados al Imperio otomano tanto durante como después de la guerra, incluyendo la mayor parte del lote de 1916 de la Waffenfabrik Oberndorf. Muchos de estos fusiles fueron transformados al estándar "M38" por la República de Turquía en el período de entreguerras, durante la Segunda Guerra Mundial y después de esta. Actualmente estos fusiles están disponibles en Estados Unidos y Canadá, junto a otros Mauser turcos.[cita requerida] Usualmente es necesaria una observación cuidadosa para diferenciar a un ex-Mauser 98 de los muchos M38 turcos.[cita requerida] Los Mauser 98 turcos que no fueron modificados son fácilmente identificables por la luna creciente estampada sobre la recámara.[cita requerida]

### Revolución Mexicana
Para 1910, el Mauser 98 era el fusil estándar (junto con la carabina Winchester .30-30) del Ejército Federal que dirigía el dictador Porfirio Diaz. Al estallar la Revolución ese año, los ejércitos revolucionarios obtenían fusiles Mauser 98 capturándoselos al enemigo o adquiriéndolos de contrabando, incluso llegando a comprarlos en Estados Unidos o directamente desde Alemania. Aunque en general era utilizado tanto por los revolucionarios como por los federales, los ejércitos que más utilizaron este fusil fueron la División del Norte de Francisco Villa y el Ejército Libertador del Sur de Emiliano Zapata. El Mauser 98 continuó siendo usado en los siguientes conflictos armados, como la rebelión Delahuertista, la Guerra Cristera y durante la Segunda Guerra Mundial. Actualmente, el Mauser 98 es usado en México como arma de entrenamiento, fusil de francotirador y fusil ceremonial.[cita requerida]

### Guerra civil española
Este fusil fue empleado en la guerra civil española, principalmente en manos de los Nacionalistas de Franco y las legiones voluntarias alemanas. La mayoría de estos fusiles fueron comprados y exportados a Estados Unidos por Interamrco en la década de 1960 como fusiles de cacería baratos. 

### China
Después de 1935, el Ejército Nacional Revolucionario empleó el Kungshien Tipo 24. Este fusil fue empleado en la segunda guerra sino-japonesa, la guerra civil china y la guerra de Corea (con los voluntarios chinos). 

### Israel

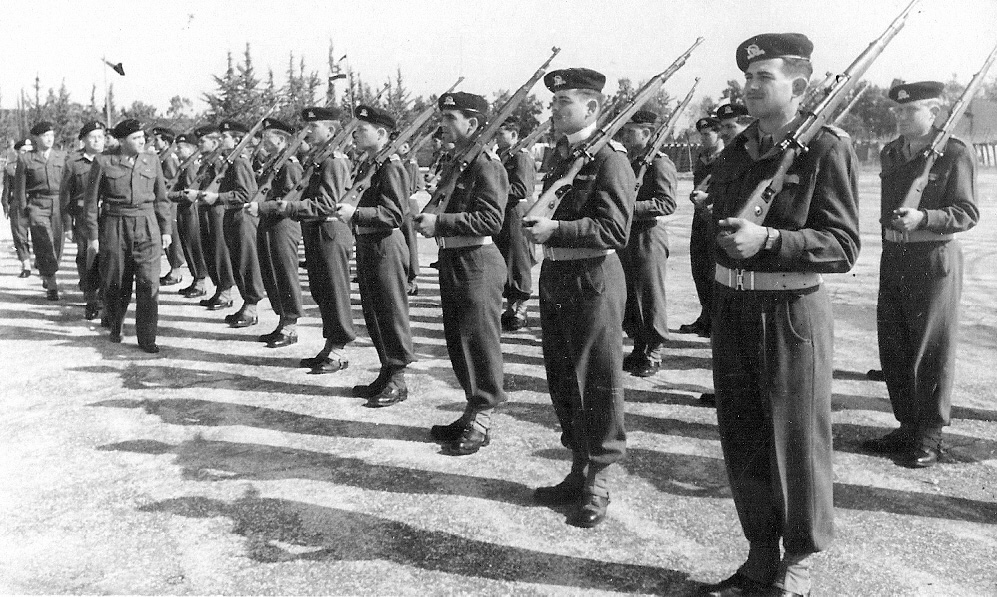
Soldados de las FDI con fusiles Mauser, hacia 1954.

Durante el proceso de organización militar de Israel después de la Segunda Guerra Mundial, la Haganah (milicia judía) compró grandes cantidades de fusiles Karabiner 98k de cualquier fuente europea que pudiesen encontrar. Algunos de estos fusiles eran Mauser 98 modificados, que aparte de los marcajes del Imperio alemán son idénticos a todos los demás fusiles Mauser israelíes. Al igual que los demás Mauser israelíes, la mayoría de estos fusiles fueron recalibrados para emplear el cartucho 7,62 x 51 OTAN luego que fuese adoptado como munición estándar en 1958.

### Modelo Jubiläum 98 (1998)
En 1998, la fábrica Mauser de Oberndorf produjo el modelo Jubiläum 98 (Jubileo 98), una réplica funcional del Mauser 98 original, para celebrar el centenario del fusil. Se produjeron 1998 fusiles.[cita requerida]

## Usuarios
- Alemania
  -  Imperio alemán[14]
  -  República de Weimar[15]
  -  Alemania nazi[16][17][18]
- Argentina, variante argentina, (Mauser 1909 Modelo Argentino), actualmente utilizado como fusil ceremonial en las Fuerzas Armadas argentinas.
- Bélgica[19]
- Brasil, variante brasileña Modelo 1908 de 7 mm (7 x 57 Mauser).
- Chile, Mauser chileno mod. 1912 en calibre 7 mm, fabricado por Steyr en Austria. Actualmente usado como fusil de ceremonia por las escuelas matrices del ejército, armada, fuerza aérea y Carabineros.[20]
- Checoslovaquia[19]
- Colombia[21]
- España[22]
- Imperio otomano[23]
- México[24]
- Perú[24]
- Polonia: Fabricado en Varsovia por la Państwowa Fabryka Karabinów y en Radom por la Fábrica de armas Łucznik.[25]
- República de China: Bajo la forma del fusil Chiang Kai-shek.[26]
- Uruguay
- Venezuela